# Paul Pörtner
Pour les articles homonymes, voir Pörtner.
Paul Pörtner, né à Elberfeld le 25 janvier 1925 et mort à Munich le 16 novembre 1984, est un dramaturge et écrivain allemand, également traducteur et éditeur.
Sa femme est la psychothérapeute suisse Marlis Pörtner. Il a deux enfants: Stephan Pörtner (de) écrivain et sa fille Milena Moser également auteure.

## Biographie
Après un apprentissage comme metteur en scène au théâtre municipal de sa ville natale Wuppertal, Paul Pörtner a fait à partir de 1951 des études de philosophie et de littérature (allemande et française) à l’université de Cologne et, plus tard, en France. À partir de 1958 il a pu gagner sa vie par son travail d’écrivain professionnel, et à partir de 1976 il est employé au Norddeutscher Rundfunk, à Hambourg, comme réalisateur de pièces radiophoniques.
Ses nouvelles et ses romans prennent souvent des perdants comme protagonistes – Paul Pörtner lui-même fut mutilé de guerre étant adolescent, et handicapé à vie par un pied-bot. L’œuvre montre un auteur fasciné par le burlesque qui fait agir ses personnages de manière désespérée. Il aime l’expérimentation langagière et les jeux de mots.
Son intérêt pour le théâtre d’avant-garde l’a conduit à s’intéresser aux théories de Jacob Levy Moreno, d’Antonin Artaud et d'Erwin Piscator. Dans sa pratique de metteur en scène et de dramaturge il est attiré par le charme de la commedia dell'arte, par Kurt Schwitters et encore par Alfred Jarry. En 1963 Paul Pörtner invente la pièce (de théâtre) interactive Scherenschnitt oder Der Mörder sind Sie, où le public assure par ses votes la direction du spectacle. La pièce fut créée en 1963 au Ulmer Theater, le théâtre municipal d’Ulm en Allemagne. Elle fut reprise ensuite par 75 autres théâtres dans le monde germanique. Aux États-Unis, Scherenschnitt, est devenue sous le titre de Shear Madness la pièce de théâtre jouée le plus longtemps dans l’histoire du théâtre américain. Dix-huit productions dans d’autres pays ont fait de Scherenschnitt (titre français : Dernier coup de ciseaux) un succès international sans pareil : après The Mousetrap d’Agatha Christie, la pièce interactive de Paul Pörtner est la pièce la plus longtemps jouée dans l’histoire du théâtre mondial.
En plus de ses 17 pièces de théâtre, Pörtner a écrit une bonne vingtaine de pièces radiophoniques qui exercent une influence assez grande encore aujourd’hui sur ce genre typiquement allemand.

## Œuvres (Sélection)

### Publications
- Sternbild Selbstbild. Anthologie de poésie. Wuppertal 1958
- Schattensteine. Anthologie de poésie. Wuppertal 1958
- Wurzelwerk. Anthologie de poésie. Wuppertal 1960
- Experiment Theater. Chronik und Dokumente. Chroniques et documents. Zürich 1960
- Tobias Immergrün. Roman. Cologne 1962
- Sophie Imperator. Drame. Cologne 1964
- Scherenschnitt. Kriminalstück zum Mitspielen. Pièce de théâtre. Cologne 1964
- Gestern. Roman. Cologne 1965
- Einkreisung eines dicken Mannes. Erzählungen, Beschreibungen, Grotesken. Récits. Cologne 1968
- Spontanes Theater. Erfahrungen, Konzepte. Essais. Cologne 1972

### Pièces de théâtre
- Mensch Meier oder Das Glücksrad. 1959
- Variationen für zwei Schauspieler. 1960
- Sophie Imperator. 1961
- Drei. 1962
- Scherenschnitt oder Der Mörder sind Sie. 1963
- Entscheiden Sie sich. 1965
- Spielautomat. 1967
- Evokationen. 1967
- Mascha, Mischa und Mai. 1968
- Börsenspiel. 1970
- Hieronymus im Gehäuse. 1970
- Kontaktprogramm. 1971
- Interaktionen. 1971
- Test Test Test. 1972
- Polizeistunde. 1975
- Halt Dich da raus. 1975
- Tierspiel. 1978

### Pièces radiophoniques
- Was sagen Sie zu Erwin Mauss? Einkreisung eines dicken Mannes. NDR 1968
- Scherben bringen Glück. WDR 1969/1971
- Alea. WDR/BR/SDR 1969 (Neufassung 1971)
- Dadaphon. Hommage à Dada. WDR 1974
- Comeback. Portrait einer Frau die singt. SR/NDR/BR 1977
- Einmischung erbeten. HR 1977
- Blitzlicht. HR 1980
- Radio-Erinnerungen. NDR 1983

### Traductions
- Alfred Jarry: König Ubu.. Arche, Zürich 1959
- Pablo Picasso, Jean Tardieu: Der Raum und die Flöte. Variationen zu 12 Zeichnungen. Zürich 1959
- Jean Tardieu: Kammertheater. Neuwied 1960
- André Frénaud: Quelle der Quellen. Neuwied 1962
- Jean Tardieu: Professor Froeppel. Cologne 1966